# Mutisia homoeantha
Mutisia homoeantha es una especie de planta fanerógama de la familia  Asteraceae.

## Distribución
Es originaria de la Cordillera de los Andes en Argentina y Bolivia.

## Propiedades
La planta contiene el principio activo mutisianthol.

## Taxonomía
Mutisia homoeantha fue descrita por Hugh Algernon Weddell y publicado en Chloris Andina 1(1): 21. 1855.